# الصندوق الأسود (فلم 2020)
الصندوق الأسود (بالإنجليزية: Black Box) هو فيلم رعب وخيال علمي أمريكي بعام 2020 تم إصداره في 6 أكتوبر 2020 بواسطة Amazon Studios على منصة OTT Prime Video الخاصة بها كواحد من أول عرضين من مختارات 8 أفلام مرحبًا بكم في Blumhouse.

## القصة
بعد أن فقد زوجته وذاكرته في حادث سيارة ، يخضع أب أعزب لعلاج تجريبي مؤلم يدفعه للتساؤل عمن هو حقًا.